# Diclidanthera penduliflora
Diclidanthera penduliflora là một loài thực vật có hoa trong họ Polygalaceae. Loài này được Mart. mô tả khoa học đầu tiên năm 1827.